# Hansruedi Führer
Hansruedi Führer (født 24. december 1937 i Bern, Schweiz) er en schweizisk tidligere fodboldspiller (forsvarer) og -træner. 
Führer spillede 19 kampe for Schweiz' landshold, som han debuterede for i en venskabskamp mod Israel 17. marts 1965. Han var med i landets trup til VM 1966 i England. Her spillede han alle schweizernes tre kampe i turneringen, hvor holdet blev slået ud efter lutter nederlag i det indledende gruppespil.
På klubplan tilbragte Führer hele sin karriere i hjemlandet, hvor han repræsenterede henholdsvis BSC Young Boys, Grasshoppers og St. Gallen. Han var med til at vinde tre schweiziske mesterskaber med Young Boys.

## Titler
Schweizisk mesterskab
- 1958, 1959 og 1960 med BSC Young Boys

Schweizisk pokal
- 1958 med BSC Young Boys